# Geschiedenispolitiek

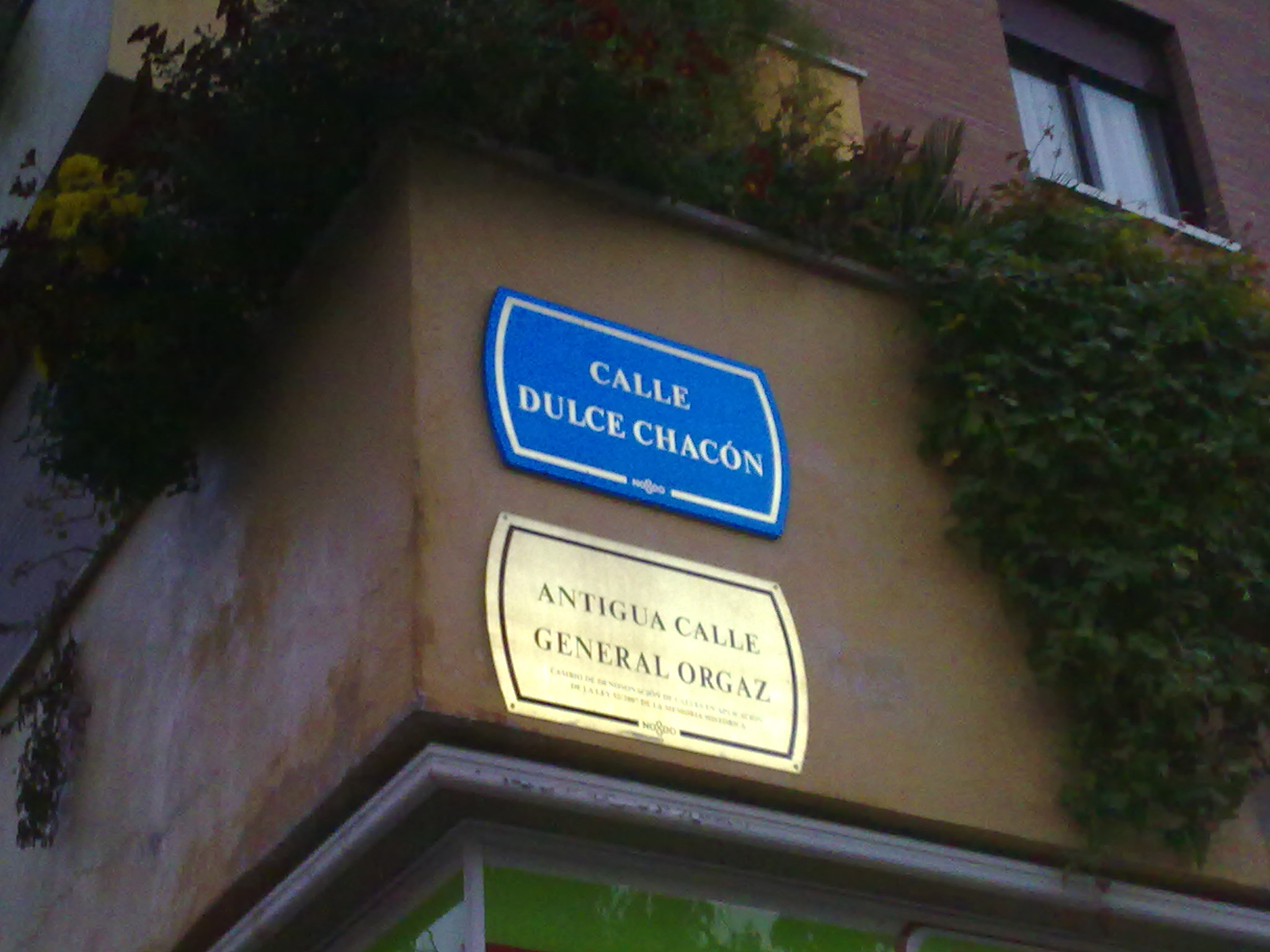
Straatnaambord in Sevilla, met vervanging van de oude naam ingevolge de Ley de Memoria Histórica.

Geschiedenispolitiek of herinneringspolitiek is het uitoefenen van politieke invloed op de studie, de interpretatie en het benadrukken of juist verzwijgen van gebeurtenissen uit het verleden. Die invloed uit zich niet alleen in formele besluiten, maar ook in de communicatie door bewindvoerders in toespraken en geschriften, en in officiële herdenkingen en monumenten. Op die manier kan het beleid (mee-) bepalen hoe de geschiedenis in het collectief geheugen geschreven en doorgegeven wordt. Vooral sedert de eeuwwisseling is geschiedenispolitiek ook meer wetenschappelijk onderzocht.
Traditioneel wordt politieke sturing van de geschiedschrijving geassocieerd met totalitaire regimes die via deze vorm van propaganda een specifieke versie van de geschiedenis opleggen, om concurrerende perspectieven over het verleden te elimineren. Deze "autoritaire geschiedenispolitiek" zou dan staan tegenover een "democratische herinneringscultuur", met volgens sommige historici de culturele canon als een tussenvorm. Maar ook al in vroegmodern Europa was het verleden een belangrijke bron van autoriteit en legitimiteit. Soms wordt geschiedenispolitiek officieel beleid om met een omstreden verleden in het reine te komen, zoals Duitsland na de Tweede Wereldoorlog, of de Spaanse Wet van 2007 op de historische herinnering om de slachtoffers van de Spaanse Burgeroorlog in eer te herstellen. 

## Naar land

### Australië
In Australië is een permanent debat gaande, de History Wars (“geschiedenisoorlogen”), over de interpretatie van de geschiedenis van de Britse kolonisatie van Australië en de ontwikkeling van de hedendaagse Australische samenleving, vooral met betrekking tot de impact op de Aborigines en Straat Torres-eilanders. De discussie kreeg een semi-officieel karakter met de publicatie van de Indigenous Terminology (“inheemse terminologie”) door de Universiteit van New South Wales.  Daarin werd voorgesteld termen als "settlement" te vervangen door "colonisation" of "occupation", en “de Aborigines hebben 40.000 jaar in Australië gewoond" te vervangen door "…sinds het begin der tijden" (omdat dit door hen zo ervaren wordt). De nieuwe terminologie werd in de conservatieve pers afgewezen, wegens “al te politiek correct”.

### België
Reeds onder het Franse regime (1794-1815) werd van overheidswege de geschiedenis geherinterpreteerd. Het Franse beleid evolueerde van een antihistorische houding, in de revolutionaire periode, tot een traditionalisme dat het regime – van Napoleon Bonaparte – moest legitimeren, en continuïteit suggereren met het ancien régime. Tijdens de bezetting (1940-1944) voerde de Duitse overheid een geschiedenispolitiek waarin de premoderne traditie wordt opgehemeld, en 'cultuurbeschermende' maatregelen worden genomen. Maar de pogingen om een nieuw geschiedenisbeeld ingang te doen vinden, leidden integendeel juist tot een heropflakkering van de oude, romantisch-patriottische idealen.
In de 21e eeuw werd een beweging merkbaar naar het herschrijven van de Belgische koloniale geschiedenis, die uitmondde in het debat rond de Belgische excuses aan Congo.

### China
De politieke betekenis van de geschiedschrijving past in een lange Chinese traditie, waar de geschiedschrijver behoorde tot een geletterde elite in dienst van de keizer. In 2021 riep de Chinese overheid het publiek op om uitingen van “historisch nihilisme” te rapporteren. Daarmee wordt elke publieke twijfel en scepsis bedoeld, met name op de sociale media, over de versie van de Chinese Communistische Partij van gebeurtenissen uit het verleden.

### Duitsland
In Duitsland werd de term Geschichtspolitik eind de jaren 1980 geïntroduceerd door de Duitse bondskanselier Helmut Kohl, tijdens de discussies van de Historikerstreit over hoe het land best het nazi-verleden kon herdenken. In een beroemde toespraak in 1985 noemde bondspresident Richard von Weizsäcker de  Duitse capitulatie in 1945 geen nederlaag, maar een bevrijding. Op de eerste officiële "dag van de herdenking voor slachtoffers van het nationaalsocialisme", op 20 januari 1996, stelde bondspresident Roman Herzog dat "herinnering ons kracht geeft, omdat het ons helpt te behoeden tegen dwalingen”. Bondskanselier Gerhard Schröder nuanceerde dit echter, met de opmerking dat Duitsers “vooruit moeten kijken, zonder het verleden te vergeten”.
Officiële voorbeelden van Geschichtspolitik kwamen tot uiting in nationale monumenten zoals het Holocaustmonument in hartje Berlijn, en opnieuw in de opeenvolgende interpretaties van het Neue Wache-monument. Een ander aspect van officiële geschiedenisinterpretatie is de discussie rond de buitenlandse operaties van de Bundeswehr.

### Polen
In Polen werd de geschiedenisinterpretatie een staatszaak toen in 2015 officieel werd gestart met de "Strategie van de Poolse historische politiek" (Pools Strategia Polskiej Polityki Historycznej), met als doel “het beschermen van de "goede naam" van de Poolse natie. Want wanneer we als natie verzwakken, zullen we als staat verdwijnen”. President Andrzej Duda kondigde aan dat "het uitvoeren van de historische politiek een van de belangrijkste activiteiten van de president is".

### Rusland
De legitimiteit van het communistische regime was gebaseerd op de stalinistische opvatting van de geschiedenis. Tijdens de perestrojka-periode (1985-1990) werd die visie ondermijnd door een radicale herinterpretatie van het Sovjet-verleden. Maar na de val van het communisme verloor de geschiedenis haar aantrekkingskracht. Pas onder het presidentschap van Vladimir Poetin werd vanuit de overheid de “verdediging” van het nationale verleden tegen de “ontkenners” opnieuw beschouwd als de basis van nationale samenhorigheid in Rusland. In 2000 werd het volkslied van de Sovjet-Unie, met aangepaste tekst, in ere hersteld.

### Spanje
Pas in het begin van de 21e eeuw begon Spanje in het reine te komen met de ingrijpende gevolgen van de burgeroorlog en de dictatuur van Franco. In 2007 kwam de Ley de Memoria Histórica (Wet op de historische herinnering) tot stand, maar ook nadien werd de uitvoering ervan bemoeilijkt door politieke tegenstanders.

### Uruguay
Het land kende een harde dicatuur van 1973 tot 1985, met een uitzonderlijk hoog aantal politieke gevangenen en vluchtelingen. Honderden Uruguayanen verdwenen spoorloos. Ondanks de nefaste invloed van deze lange episode op het culturele, politieke, economische en sociale weefsel van Uruguay, promootte de elite van 1985 tot 2000 een officieel beleid van ontkenning en straffeloosheid, en verbood het elk publiek debat, in naam van de “verzoening”.

### Verenigde Staten

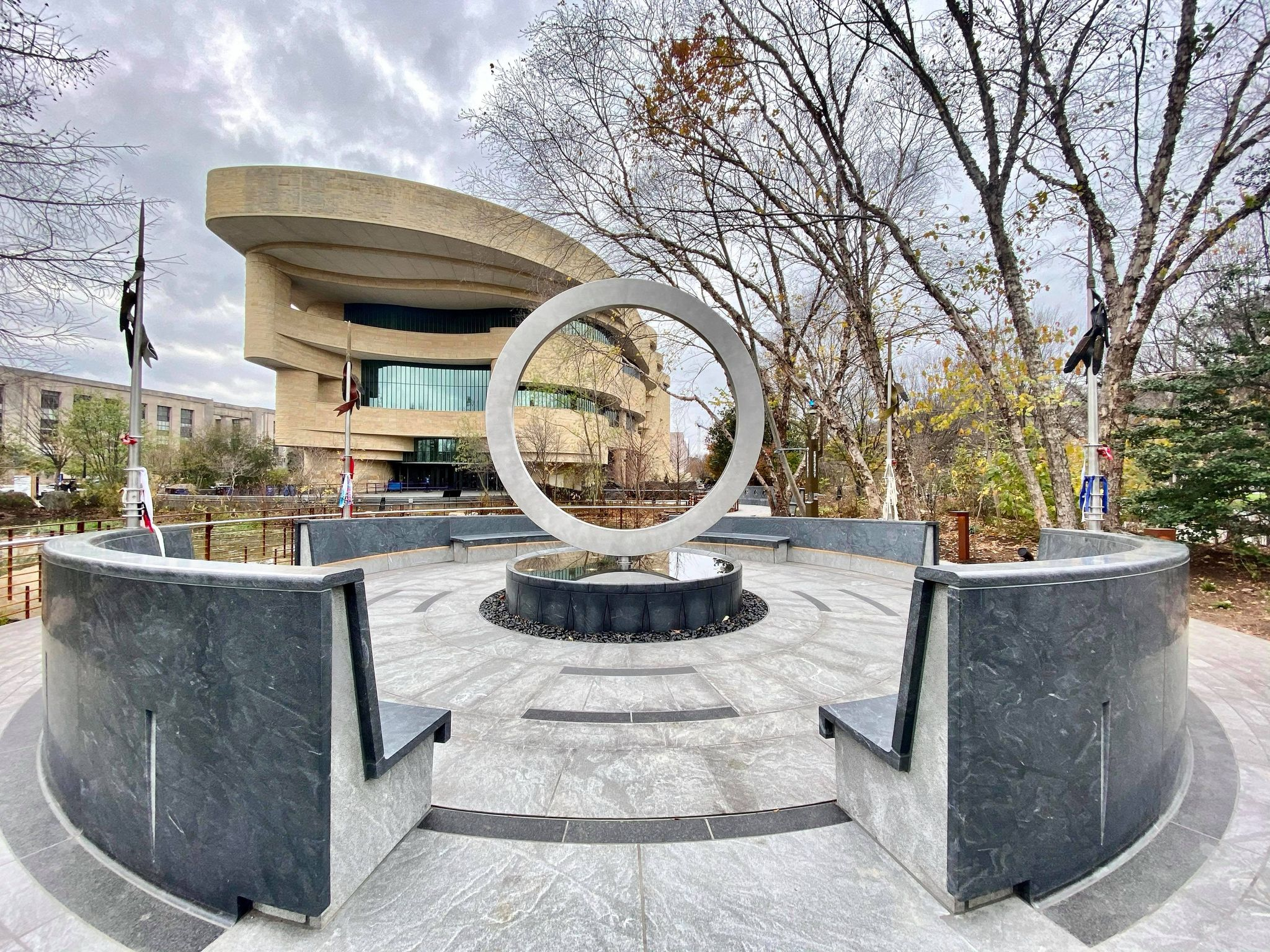
Het National Native American Veterans Memorial in het National Museum of the American Indian.

In de Verenigde Staten woedt al generaties lang een “cultuuroorlog” tussen traditioneel en hedendaags conservatisme enerzijds, en progressivisme en liberalisme, die tot uiting komt in heftige politieke debatten en hetzes zoals in 2014 gamergate.   
In 2020 werden de Amerikaanse inheemse veteranen die in de Amerikaanse strijdkrachten hebben gediend tijdens elk Amerikaans conflict sinds de Amerikaanse Revolutie officieel erkend met een gedenkteken. 